# Bitwa morska pod Chios
Bitwa morska pod Chios – starcie zbrojne, które miało miejsce w roku 201 p.n.e.
W roku 201 p.n.e. Filip V wypłynął na Morze Egejskie na czele wielkiej floty składającej się z jednostek macedońskich oraz sojuszniczych galer. Po włączeniu do swojej floty jednostek bityńskich oraz okrętów Lagidów siły Filipa liczyły 53 jednostki – pięciorzędowce, galery, korabie oraz 150 mniejszych jednostek iliryjskich, łącznie 30 000 ludzi. Przeciwko siłom macedońskim wystąpiły floty Rodos, Bizancjum i króla Pergamonu Attalosa (65 galer i penter, 9 czterorzędowców i 3 triery.
W okolicy Chios doszło do spotkania z flotą antymacedońską, która zablokowała linie zaopatrzeniowe wojsk Filipa oblegających miasto. Wówczas król zadecydował o odwrocie floty, jednak wycofujące się okręty macedońskie zostały doścignięte przez jednostki z Rodos. Na pomoc im podążyły wracające korabie Filipa. 
W bitwie do jakiej doszło pod Chios, Macedończycy starali się abordażować okręty rodyjskie, które umiejętnie unikały okrętów macedońskich taranując je i łamiąc im wiosła. Filip wraz z kilkoma galerami schronił się koło przylądka Argennon, widząc jednak kilka jednostek przeciwnika w tym królewską galerę Attalosa, (które wyruszyły z szyku w pościgu za okrętem macedońskim) dał rozkaz do ataku. Pobity Attalos zbiegł na ląd stały, jego galery jednak dostały się w ręce Macedończyków. Widząc porażkę króla admirał pergamoński Dionysodoros wycofał swoje okręty, flota rodyjska zawinęła do portu w Chios.
Obie strony uznały się za zwycięzców. Straty Filipa to 28 dużych okrętów, 3 korabie i kilkadziesiąt lekkich łodzi. Straty w ludziach to 3 000 żołnierzy i 6 000 marynarzy. 2 000 ludzi dostało się do niewoli. Przeciwnik utracił królewski korab Attalosa, 8 galer, 2 czterorzędowce i jeden lekki okręt. Flota rodyjsko-pergamońska przyznała się do straty zaledwie 130 zabitych i 700 jeńców. Pomimo nierozstrzygniętej bitwy Filip utracił panowanie na Morzu Egejskim.

## Literatura
- Krzysztof Kęciek: Kynoskefalaj 197 p.n.e., wyd. Bellona. Warszawa 2002.